# جيمس ماكدونالد شاني
جيمس ماكدونالد شاني (بالإنجليزية: James McDonald Chaney)‏ هو كاتب ديني أمريكي، ولد في 18 مارس 1831 في ساليم في الولايات المتحدة، وتوفي في 18 سبتمبر 1909 في إنديبندنس في الولايات المتحدة.